# 何冰皓
何冰皓（1918年—2009年），男，山东栖霞人，中华人民共和国政治人物，原南京工学院革委会主任，中共无锡市委原第一书记，江苏省人大常委会原副主任，第五、六届全国人大代表。